# الکساندر سوخاروف
الکساندر سوخاروف (اوکراینی: Олександр Юрійович Сухаров؛ زادهٔ ۱۸ فوریهٔ ۱۹۹۴) بازیکن فوتبال اهل اوکراین است.
وی همچنین در تیم ملی فوتبال Ukraine U17 بازی کرده‌است.